# Конрад II (князь Чехії)
Конрад II (ІІІ) Ота (Konrád III. Ota; близько 1136  — 9 вересня 1191) — маркграф Моравії у 1182–1191 роках та князь Богемії в 1189-1191 роках.

## Життєпис

### Маркграф
Походив з династії Пржемисловичів. Син Конрада II, князя Зноємського, та Марії, дочки Уроша Вукановича. 1161 року після смерті свого батька успадкував князівство Зноємське.
У 1173 році Конрад Ота захопив Брно, 1176 року оженився з донькою графа Пфальцького, а 1178 року спробував взяти Оломоуц, володарем якого був князь Вацлав, але не досяг успіху. Разом з тим міг контролювати більшу частину Моравії.
У 1178 році Конрад Ота допоміг Бедржиху повалити з трону Собіслава II, а вже в 1182 році він сам був обраний князем. Повалений князь Бедржих поскаржився імператору Фрідріху I Барбароссі, і той наказав Конраду Оті й найбільш впливовим аристократам з'явитися до Регенсбурга. Тут велів знову визнати Бедржиха князем. Конраду Оті було віддано всю Моравію, він став її першим маркграфом, підлеглим безпосередньо імператору. У результаті Моравія була відокремлена від Чехії.
В 1185 році богемський князь Бедржих відправив свого брата Пржемисла Оттокара в похід на Моравію. Пржемисл розгромив Конрада Оту в битві під Лоденіцем 10 грудня того ж року, в якій загинуло близько 4 тис. вояків з обох боків. Аби не допустити подальшого кровопролиття, Конрад Ота за умовами Кнінської угоди відрікся від претензій на Чехію, але зберіг титул маркграфа Моравії. Водночас визнав сюзеренітет князя Бедржиха.

### Панування
Після смерті Бедржиха в 1189 році Конрад Оту було знову обрано князем Чехії під іменем Конрада II. Того ж року він видав звід законів, відомий як «Право Конрада» (Statuta Konrádova), що був одним з найбільш ранніх пам'яток феодального права Чехії. Текст статуту дотепер не зберігся, але відомо, що він захищав вільних людей від свавілля місцевих князів, розширював права доньок і братів померлого при спадкуванні майна, дозволяв конфісковувати майно тільки після довгої судової процедури.
У протистояння з братами Бедржиха, які намагалися відпоювати князівський трон, новий володар Богемії уклав союз з Вацлавом Оломуцький, завдяки чому відбив усі напади суперників. У 1189 році за наказом імператора виступив арбітром у протистоянні між синами Оттона II Веттіна, маркграфа Мейсенського, щодо умов спадкування володінь. Того ж року заснував премонстранське абатство в Зноймо.
Конрада II було звільнений від участі в Третьому хрестовому поході: чеський загін у цьому заході очолив Депольт II, онук Владислава I. Замість цього в 1191 році богемський князь вирушив з імператором Генріхом VI підкорювати Сицилійське королівство (як намісника держав залишив Вацлава Оломоуцького). Під час італійської кампанії Конрад II помер від невідомої смертельної хвороби (ймовірно малярії або чуми) під час її епідемії при облозі Неаполя. Спочатку поховано в монастирі Монте-Кассіно, потім перепоховано у Празі.

## Родина
Дружина — Ґейліка, донька Оттона VI Віттельсбаха, графа Рейнпфальца